# Classe Visby (corvetas)
A Classe Visby é uma classe de corvetas em operação atualmente na Marinha Sueca. A primeira corveta desta classe, que foi construída pela empresa Saab Kockums, assim como o restante da classe, recebeu o nome de Visby, cidade principal da ilha de Gotland.
As corvetas da Classe Visby estão vocacionadas para combate naval à superfície, luta antissubmarina, escolta naval e remoção de minas. A Marinha da Suécia dispõe de corvetas da Classe Visby, nomeadamente na 3ª Flotilha de Combate Naval.

## Navios na Classe
| Nº de amurada | Nome        | Lançamento             | Estado       |
| ------------- | ----------- | ---------------------- | ------------ |
| K31           | Visby       | 8 de junho de 2000     | Em atividade |
| K32           | Helsingborg | 27 de junho de 2003    | Em atividade |
| K33           | Härnösand   | 16 de dezembro de 2004 | Em atividade |
| K34           | Nyköping    | 18 de agosto de 2005   | Em atividade |
| K35           | Karlstad    | 24 de agosto de 2006   | Em atividade |
| K36           | Uddevalla   | -                      | Cancelado    |